# Pelo malo
Pelo malo (Brasil: Pelo Malo / Portugal: Cabelo Rebelde) é um filme de drama venezuelano realizado e escrito por Mariana Rondón. Foi projectado na sessão Cinema Mundial Contemporâneo da 38ª edição do Festival Internacional de Cinema de Toronto. Na Venezuela estreou-se a 25 de abril de 2014. No Brasil foi lançado em 17 de abril de 2014 e em Portugal a 2 de outubro de 2014.

## Elenco
- Samuel Lange Zambrano como Junior
- Beto Benites como Chefe
- Samantha Castillo como Marta
- Nelly Ramos como Carmen
- María Emilia Sulbarán como Rapariga

## Reconhecimentos
| Ano  | Prémios                                           | Categorias                           | Destinatários e nomeados     | Resultado | Ref(s) |
| ---- | ------------------------------------------------- | ------------------------------------ | ---------------------------- | --------- | ------ |
| 2013 | Festival Internacional de Cinema de San Sebastián | Concha de Ouro                       | Mariana Rondón               | Venceu    | [ 5 ]  |
| 2013 | Festival Internacional de Cinema de Mar del Plata | Melhor Filme                         | Pelo malo                    | Indicado  | [ 6 ]  |
| 2013 | Festival Internacional de Cinema de Mar del Plata | Astor de Prata por Melhor Realização | Mariana Rondón               | Venceu    | [ 6 ]  |
| 2013 | Festival Internacional de Cinema de Mar del Plata | Astor de Prata por Melhor Argumento  | Mariana Rondón               | Venceu    | [ 6 ]  |
| 2014 | Prémio Ariel                                      | Melhor Filme Ibero-americano         | Mariana Rondón               | Indicado  | [ 7 ]  |
| 2014 | Prémio Ibero-americano de Cinema Fénix            | Melhor Longa-metragem de Ficção      | Pelo Malo                    | Indicado  | [ 8 ]  |
| 2014 | Prémio Ibero-americano de Cinema Fénix            | Melhor Realização                    | Mariana Rondón               | Indicado  | [ 8 ]  |
| 2014 | Prémio Ibero-americano de Cinema Fénix            | Melhor Argumento                     | Mariana Rondón               | Indicado  | [ 8 ]  |
| 2014 | Prémio Ibero-americano de Cinema Fénix            | Melhor Música                        | Camilo Froideval             | Indicado  | [ 8 ]  |
| 2014 | Prémio Ibero-americano de Cinema Fénix            | Melhor Actriz                        | Samantha Castillo            | Indicado  | [ 8 ]  |
| 2014 | Prémios Platino                                   | Melhor Filme Ibero-americano         | Pelo malo                    | Indicado  | [ 9 ]  |
| 2014 | Prémios Platino                                   | Melhor Realização                    | Mariana Rondón               | Indicado  | [ 9 ]  |
| 2014 | Prémios Platino                                   | Melhor Argumento                     | Mariana Rondón               | Indicado  | [ 9 ]  |
| 2014 | Prémios Platino                                   | Melhor Actriz                        | Samantha Castillo            | Indicado  | [ 9 ]  |
| 2014 | Prémios Platino                                   | Melhor Direcção de Arte              | Matías Tikas                 | Indicado  | [ 9 ]  |
| 2014 | Prémios Platino                                   | Melhor Fotografia                    | Micaela Cajahuaringa         | Indicado  | [ 9 ]  |
| 2014 | Prémios Platino                                   | Melhor Som                           | Lena Esquenazi John Figueroa | Indicado  | [ 9 ]  |
| 2014 | Prémios Platino                                   | Melhor Montagem                      | Marité Ugas                  | Indicado  | [ 9 ]  |